# 魔鬼叉子

魔鬼叉子同時描述了二個無法共存的視覺觀點：從上往下看，是二個上方相連的長條式長方體往下延伸，從下往上看，是三個圓柱

用底色強調有錯覺的部份

魔鬼叉子（英語：blivet），也被叫作poiuyt（大多数打字机或者拉丁文键盘最上排从右边数起的六个字母），魔鬼叉子或者部件（widget），是由视觉假象所造成的难以理解图形，也是不可能制造出来的物体。它在一个顶端看起来是三个圆柱形的，却在中间神奇的过渡，在另一个顶端成為两个相連的四边形柱体。

## 自相矛盾的图形
一般用于指代难以理解的图形。它最早出现在1965年3月的瘋狂雜誌封面。
莫里茨·科內利斯·埃舍爾在他的很多木刻画上使用了此图形做为其他不可能的三维组合图形的基础。

## 其他含义

### 军事应用
第二次世界大战时期，美国陆军把blivet定义为“十磅粪便装在五磅的袋子里”（比喻非常恶心或难以控制的情况）。

### 無名氏应用
blivet常被当作無名氏来使用。在经济学中（例如：widget）指有待进一步证实的产品。

## 其他名字
- Ambiguous Trident
- Devil's Pitchfork
- Devil's Tuning Fork
- Mark III Blivet
- Three-Legged Blivet
- Three-Pronged Poiuyt
- Trichotometric Indicator Support
- Three-Forked, One Slot widget (Games magazine)
- Veeblefetzer